# براود هون
براود هون (به انگلیسی: Broad Haven) یک روستا در بریتانیا است که در The Havens واقع شده‌است.